# 高木聡一朗
髙木 聡一朗（たかき そういちろう、1986年6月23日 - ）は、日本の男性俳優。山口県出身。サンミュージックプロダクション所属後、フリー。実業家としても活躍している。

## 略歴
10歳まで山口県で生まれ育ち、11歳から24歳まで大阪府で生活していた。その後上京し、舞台を中心に活躍中。
2018年には、YouTubeチャンネルも開設してYouTuberとしても活動しており、不定期でTikTokに動画投稿もしている。
映像制作会社「studio fiore」ライブ配信事業、飲食店経営、コンサルティング業務など東京と大阪に代表の会社を所有しており、俳優業の傍ら会社経営もしている。
2023年8月1日には浅草東洋館にて、人生初めて落語にも挑戦している。
2023年11月16日、ホテルで18歳未満だと知りながら15歳の少女にみだらな行為をしたとして、東京都青少年健全育成条例違反の疑いで逮捕された。容疑については認めているという。また、所属していたサンミュージックから契約解除された。

## 人物
身長:169.3cm。B:85cm、W:69cm、H:85cm。股下:74cm、靴のサイズ:26cm。
趣味はサッカー、サーフィン、読書、熱帯魚。特技は球技全般、ボクシング。
スタジオジブリ作品が好き。自他ともに認める最強の雨男。チョコ民党。
MLB・サンディエゴ・パドレス所属のダルビッシュ有投手とは幼馴染の関係にあたる。

## 出演

### 舞台

#### 2010年
- 「時計〜僕がいる理由〜」(11月) - 浅井勝彦 役

#### 2011年
- 「オサエロ」 (4月) - 中原修 役(主演)
- 「SAKURA」 - 主役 平野 役
- 「MOTHER〜特攻の母　鳥濱トメ物語〜」(7月 - 9月) - 新国立劇場小西豊 役
- 「信長」(9月) - 捨吉 役　スペース・ゼロ
- 「十二人の怒れる男」(11月) - 7号 役

#### 2012年
- 「淑女（レディ）のお作法」(6月) - 中田 役
- 「GO,JET!GO!GO! vol.1」(8月3日 - 7日) - 大地 役
- 「juliet」(9月26日- 30日) - 網代 役
- 劇団6番シード「傭兵ども！砂漠を走れ！」(11月14日 - 12月9日、池袋シアターKASSAI) - カモク 役

#### 2013年
- 「ストレイドッグ『ゴジラ』」(東京公演:1月23日 - 27日 / 大阪公演:2月8日 - 11日)
- 「GO,JET!GO!GO! vol.1」(4月3日 - 8日) - 大地 役
- 「映像都市チネチッタ」(5月2日 - 6日)
- 劇団6番シード「Call me Call you」(6月27日 - 7月3日、吉祥寺シアター) - 長久保 潤 役
- 「PRIDE」(9月25日 - 30日、両国 Air studio)
- 「人狼TLPT」(10月5日、相鉄本多劇場)
- 「この命果つるとも」(10月20日・22日)
- 「まちがえてFall in love」(11月7日 - 10日) - 主役　萬劇場
- 「GO,JET!GO!GO! vol.7~そんなヒロシに騙されて~」(11月22日 - 12月2日) - 大地 役
- 「アカトミドリノトキ」(12月20日 - 23日、下落合TACCS1179)

#### 2014年
- 企画演劇集団ボクラ団義「ゴーストライターズ!!」(2月28日 - 3月9日、新宿 SPACE107)
- 「男おいらん」笹塚ファクトリー(東京公演:3月26日 - 30日 / 名古屋公演:5月2日・3日)飛竜役
- 「言いたい…だけだから」(6月4日 - 8日、シアターサンモール)
- 「夏のショートストーリーズ」(8月20日 - 31日)
- 「ウエストサイズストーリー」(9月26日 - 28日、シアターサンモール)
- 劇団6番シード 第57回公演「メイツ！-ブラウン管の向こうへ-」(10月29日 - 11月9日、池袋シアターKASSAI)
- オトメステージ「擬人カレシ」(12月10日 - 14日、新宿村LIVE)ミズキ役

#### 2015年
- 「鬼切丸」(1月24日 - 2月1日、あうるすぽっと)
- 「神様のおしごと」(2月27日 - 3月1日、俳優座劇場)
- 劇団6番シード「ザ・ボイスアクター」(4月15日 - 21日、新宿村LIVE)
- ゾンビ時代劇「新選組オブ・ザ・デッド」(大阪公演:5月2日 - 4日、HEP HALL / 東京公演:5月13日 - 18日、CBGK シブゲキ!!)
- 「映日果-アンジール」(7月1日 - 5日、遊空間がざびぃ)
- 「地図から消された島」(7月29日 - 8月2日、シアターグリーンBIGTREETHEATER)
- 「suki×sukiスナック3」(9月10日 - 14日、両国 Air studio)
- 「MOTHER〜特攻の母 鳥濱トメ物語〜」(東京公演:10月7日 - 12日、天王洲 銀河劇場 / 山梨公演:10月20日、コラニー文化ホール / 愛知公演:10月24日・25日、愛知芸術劇場 / 岐阜公演:10月27日、岐阜市文化センター / 大阪公演:10月31日・11月1日、梅田芸術劇場シアタードラマシティ)
- 「レーカン!」(11月11日 - 15日、日本芸術専門学校大森校劇場)
- 「ノーキディング」 (12月14日 - 30日、鴬谷ホテル シャーウッド)
- 「このニャかに人猫がいるニャ」(12月16日 - 23日、俳優座劇場)

#### 2016年
- 「帰ってきた吉橋信夫」(1月14 - 18日、両国 Air studio)
- 「守里の双眸」(2月18 - 21日、吉祥寺シアター)
- のぶニャがの野望番外公演「ねこ軍議〜飼い猫はどいつニャ〜」(3月1日 - 6日、笹塚ファクトリー) - 伊達まシャムね 役
- 「SAKURA」(3月16日 - 21日、両国 Air studio)
- 「透明少女」(4月9日 - 17日、新宿村LIVE)
- 「Juliet」(4月27日 - 5月2日、両国 Air studio) - 主役
- 「Hands Up」(5月25日 - 29日、新宿村LIVE)
- 「海冥の城白の姫君」(6月10日 - 11日、北沢タウンホール) - ハギラ 役
- 「六畳一間で愛してる」(6月22日 - 27日、両国 Air studio) - 主演坂井真一 役
- 「覇権DO!!」(7月13日 - 18日、新宿村LIVE) - タカシ 役
- 「惡の華」(7月27日 - 31日、浅草ゆめまち劇場)
- 「ねこ軍議〜飼い猫はどいつニャ〜」(8月5日 - 14日、R's アートコート) - 片倉スコじゅうろう 役 (介錯ネコとしても出演)
- 「十二人の怒れる人男」(8月31日 - 9月5日、AQUA studio) - 主演
- 「THESHORTCUTsSEVEN．」(9月10日 - 19日、アトリエファンファーレ) - 「クリーク・ブロー」に出演 真壁 役
- 劇団6番シード番外公演「テンリロ☆インディアン」(10月26日 - 11月1日、池袋シアターKASSAI)
- 「鬼斬」(11月23日 - 27日、シアターサンモール) -　シュバルツ博士 役
- 「ノッキンオンヘブンズドア」(12月7日 - 18日、池袋シアターKASSAI) - 竹河 礼音 役

#### 2017年
- 「Re:call」(1月25日 - 29日、中野 ザ・ポケット)
- 「サンサーラ式葬送入門」(3月1日 - 5日、池袋シアターKASSAI)
- 「STUDENT」(3月29日 - 4月3日、AQUA studio)
- 「午前5時47分の時計台」(5月16日, 17日、神戸ポートピアホテル ポートピアホール, 19日 - 21日、神戸新聞 松方ホール)
- 「ぼくンち〜ソースの覚醒〜」(6月21日 - 25日、サンモールスタジオ) - 主演　うすたそう役
- 「男の60分」(7月13日 - 17日、両国 Air studio)
- 「追放選挙」(8月23日 - 27日、新宿村LIVE)
- 「皇宮陰陽師アノハ」(9月27日 - 10月2日、朱鷺役　　レティクル東京座)
- 「一万個」(10月25日 - 29日、大塚・萬劇場) - 主演
- 爆走おとな小学生「勇者セイヤンの物語(仮)」(11月8日 - 11月12日、CBGK シブゲキ!!) - 1面のボス 役
- 「さらばセイシュンの光」(11月22日 - 27日、犀の穴)

#### 2018年
- 「SHITANDLOBSTER」(1月10日 - 14日、吉祥寺シアター)
- 「ボク達ノ革命」(2月8日 - 12日、中目黒キンケロシアター)
- 「The Entertainer〜新しき旗〜」(3月1日 - 5日、シアターグリーンBIG TREE THEATER)
- 「魂-ココロ-推理士 心弦真」(4月19日 - 22日、アトリエ第七秘密基地) - 主演
- 「ハナミズキの約束」(5月29日 - 6月3日、日暮里d-倉庫) - 主演
- 「イリクラ」(8月1日 - 5日、シアターグリーンBIG TREE THEATER) - イエロー 役
- 「午前5時47分の時計台」(10月5日 - 8日、IMAホール)
- 爆走おとな小学生「魔法少女マジカルジャシリカ」(11月7日 - 11日、シアターグリーンBIG TREE THEATER) - 明智ヒデミン 役

#### 2019年
- 「Beautiful Runner」(1月12日 - 17日、サンモールスタジオ) - 小湊光世 役
- 「永遠の一秒」(5月2日 - 6日、彩の国さいたま芸術劇場) - 大宮英機 役(主演)
- 「おクチが裂けても言えないの」(5月29日 - 6月2日、新宿村LIVE) - 曲戸 役
- 「バック・トゥ・ザ・君の笑顔」(7月4日 - 10日、中目黒キンケロシアター) - 町田徹 役(主演)
- 「舞台『暗転セクロス』」(9月3日 - 8日、新宿村LIVE,10月11日 - 14日、インディペンデントシアター 2nd)
- 「舞台『GUNMAN JILL [1st]』(10月3日 - 6日、大塚・萬劇場)
- 「菅生ゼミ休講のお知らせ」(11月1日 - 5日、新宿スターフィールド)
- 「オペレッタ《原城哭く》全3幕」(11月9日、カトリック調布教会 / 11月10日、目黒サレジオ教会) - 天草四郎時貞 役
- 劇団東京ハイビーム「ティーチャーズ〜職員室より愛を込めて〜」(12月25日 - 30日、新宿シアターモリエール)

#### 2020年
- 「ハリトイト」(1月23日 - 26日、下北沢GEKI地下Liberty)
- 爆走おとな小学生「Office-9no1」(2月27日 - 3月8日、CBGKシブゲキ)
- 「BUONO!!」(4月1日 - 6日、築地ブディストホール)※公演延期
- 「引き結び〜紬ぎ結ぶは時間の糸〜」(4月22日 - 26日、池袋BOX in BOX THEATER) - 主演※公演延期
- 劇団6番シード第70回公演「ミキシングレディオ2020」(6月25日 - 7月5日、池袋シアターKASSAI) ※R-side出演
- UDA☆MAP ＋PLUS Vol.2「ホテルニューパンプシャー206」(8月12日 - 17日、キーノートシアター) - 牧村透 役
- 「ティアムーン帝国物語 THE STAGE」(9月9日 - 13日、新宿村LIVE) - キースウッド 役[4]
- 少年Komplex番外公演『ALICE × STORY〜愛しの旦那様を探して〜』(11月11日 - 15日、新宿 THEATER BRATS) - 白うさぎ 役(主演)
- 「BUONO!!」(11月25日 - 30日、築地ブディストホール)※4月の振替公演だったが中止
- ボブジャックの一足早い年忘れの宴 (12月17日 - 27日、シアターKASSAI) ※26日18時日替りゲスト出演

#### 2021年
- 「＃舞台イエスタデイ」(1月6日 - 10日、上野ストアハウス) - 椎名幸司 役 ※A班出演
- 劇団Elef2.5企画『落ちこぼれ国を出る〜実は世界で4人目の付与術師だった件について〜』(2月10 - 14日、萬劇場) - ジンク・ノンランド 役(主演) ※コロナウイルス感染拡大の影響のため中止
- 劇場参加型エンターテイメント『THEATER×GAME』(3月13日 - 14日、新宿THEATER BRATS) - レッド
- 「菅井ゼミ休講のお知らせ3期」(3月31日 - 4月11日、新宿スターフィールド) - 緑 役 ※A班出演
- 「ホッチキス」(4月14日 - 18日、恵比寿・エコー劇場) - 主演寺田風太役※Aチーム出演
- 爆走おとな小学生『サイキック学園～青春超能力バトル～』(【東京公演】5月12日 - 16日、スペース・ゼロ【石川公演】5月22日 - 23日、こまつ芸術劇場うらら) - 担任 役
- ××ミュージカル『Laki☆Laki Hipster～真夏の夜の悪夢〜』(6月23日 - 27日、新宿・シアターサンモール)※A出演 - Laki 役 ※中止または延期
- 「CHICACO2」(7月13日 - 18日、ラゾーナ川崎プラザソル) ※Rantan team出演
- 少年Komplex番外企画『THEATER×GAME シーズン2』(7月14日 - 18日、新宿THEATER BRATS)
- 少年Komplex番外公演『ALICE × STORY 〜My favorite HAPPY BIRTHDAY〜』(8月25日 - 29日、新宿THEATER BRATS) - 白うさぎ 役(主演)
- K-FARCE 朗読劇「散りて尚、」(9月22日 - 26日、劇場MOMO) - 吉野ハジメ 役
- 劇団6番シード「ペーパーカンパニー ゴーストカンパニー」(10月6日 - 10日、池袋シアターKASSAI)君嶋勉役
- 『時が巡る金木犀』(11月11日 - 15日、コフレリオ新宿シアター)
- 『男おいらん〜月下紫苑〜』(12月20日 - 26日、四谷三丁目ドリームシアター)千早役

#### 2022年
- 少年Komplex『THEATER × GAME シーズン3』(1月8日 - 10日、新宿 THEATER BRATS)※10日のEXステージのみ出演
- 演人の夜第7回本公演「本日、承後過ぎの生き方」(1月19日 - 23日、萬劇場) - 石田隼人 役
- K-FARCE「弾倉に薔薇を込めて」(3月23日 - 27日、萬劇場)
- 音楽劇「Winnhe-the-Pooh!もうひとつのものがたり。」(5月5日 - 8日、新宿村LIVE) - イーヨー 役
- 少年Komplex番外企画劇場参加型エンターテイメント『THEATER ✕ GAME α(アルファ)』プレ公演(6月9日 - 12日、コフレリオ新宿シアター)※6月9日と12日のみ出演
- ツツシニウム #7「バカの声」（7月1日 - 10日）※バチーム、シャッフル公演❸❹❾ - 敬介役
- オネェミュージカル『Laki☆Laki Hipster　～真夏の夜の悪夢～』（8月3日 - 7日） - Aチーム Laki 役　シアターサンモール
- 吉川市演劇プロジェクト「ばかされ~異聞吉川村狐化~」] (9月3日 - 4日、吉川市民交流センター おあしす)※9月3日-日替わりゲスト
- 盆栽サイダー「銀幕ボイス」(【東京公演】9月7日 - 12日、上野ストアハウス【大阪公演】9月23日 - 25日、インディペンデントシアター2nd) -シングルキャスト
- 「りさ子のガチ恋♡俳優沼｣（11月3日 - 6日） ニッショーホール- 宮永 賢護 役
- 「We Are Fire Fighters」(11月25日-27日),横浜YTJホール
- 少年Komplex番外公演第三弾 『ALICE×STORY～ Merry Xmas to ALL!!～(12月21日〜12月25日シアターKASSAI-  主演  白ウサギ役

#### 2023年
- サンモールスタジオプロデュース 『４rooms』サンモールスタジオ(2月8日～2月12日)高木聡一朗役
- 並木のり子30周年(2月25日)ゲスト出演　川口キャバリーノ
- 殺陣集団10・QUATRE『神忌狼』上野ストアハウス(3/2日〜3/5日)流船役
- 松本梨香プロデュース『ワッショイ！～I am me！～ 』(3月21日～3月23日)Hep hall 侑作役
- 朗読劇『涙箱』vol.5 阿佐ヶ谷シアターシャイン主演日向 悪野役(4月6日～4月9日)
- 少年complex 舞台『TG』(4月29日出演)調布市せんがわ劇場
- 即興イベントAnother one 音部屋スクエア高田馬場(7月1日出演)
- KENプロデュース　ミュージカル『烈火の人』萬劇場　主演　銀次役(7月5日〜7月9日)
- 金原亭世之介プロデュース　落語会「天狗連参る其の漆」浅草東洋館にて元犬披露。初高座(8月1日)
- 殺陣集団10・QUATRE舞台『双燐姫-ソウリンキ-』中野ザポケット　安藤流船役(8月30日〜9月3日)
- チームまん◯ 舞台『代弁者』呪田役(10/12〜10/15)　萬劇場
- 『小紫〜こはばからしゅうありんす〜』(11/3〜11/5) 浅草5656会館　ときわホール

#### 2024年
- スタジオフィオレプロデュース舞台『イノセント』(8/29〜9/2)サンモールスタジオ　主演セイ役

### MC業
- 「Yogibo presents RIZIN.33」(2021年12月31日)

→17Liveブース:選手インタビュー、実況　さいたまスーパーアリーナ
- 「新春 来福祭 WoW BINGO」(2022年1月2日、アリオ北砂店)

### テレビ
- なるトモ!（2007年、読売テレビ）再現VTR
- ごきげんライフスタイル よ〜いドン!（2008年、関西テレビ）再現VTR
- チュートリアルのチューして!（2009年、関西テレビ）VTR
- Shibuya Deep A（2010年、NHK総合テレビジョン）マナーへの道
- がっちりアカデミー!!（2010年、TBS）VTR

### CM
- YIC京都中央工科専門学校 デザイン篇（2008年）
- AMO'S STYLE 雪ちゃんと7人のブラなど WEBムービー（2010年）
- HRK うるおい宣言 インフォマーシャル（2014年）
- 愛しとーとうるおい宣言 インフォマーシャル（2016年）
- テレビ埼玉 GOSEI「宋家 チヂミ粉」（2019年）

### ラジオ
- あんこ〜ずのゴールデンサタデー（Japan Radio、2019年 - ）

### MV
- 咲きそうな花 / 藤本あかり (2022年)

映画
- 短編『LADY’S SIDE season2』（2017年4月23日） 主演　　監督　東真司

## プロデュース公演
- 「いきなりステージ」(4月24日、アートライブ/スペシャルカラーズ)
- 舞台「いきなりステージ」(5月27日 - 29日、萬劇場)
- 舞台「イノセント」(2024年8月29日-9月2日、サンモールスタジオ)

## 映像制作
- HY 「366日」 (2019年)
- あだちメディフェス2019CM Cwave (2019年)
- あだちメディフェス2019CM センジュ (2019年)